# ویکی‌پدیای یاکوتی
ویکی‌پدیای یاکوتی، نسخه زبان یاکوتی وبگاه ویکی‌پدیا است.
این دانشنامه تا ۱۰ اکتبر ۲۰۱۱ با بیش‌از ۷٬۸۴۰ مقاله در رده صدوپانزدهم ویکی‌پدیاها قرار گرفته‌ است.